# Moric Fialka

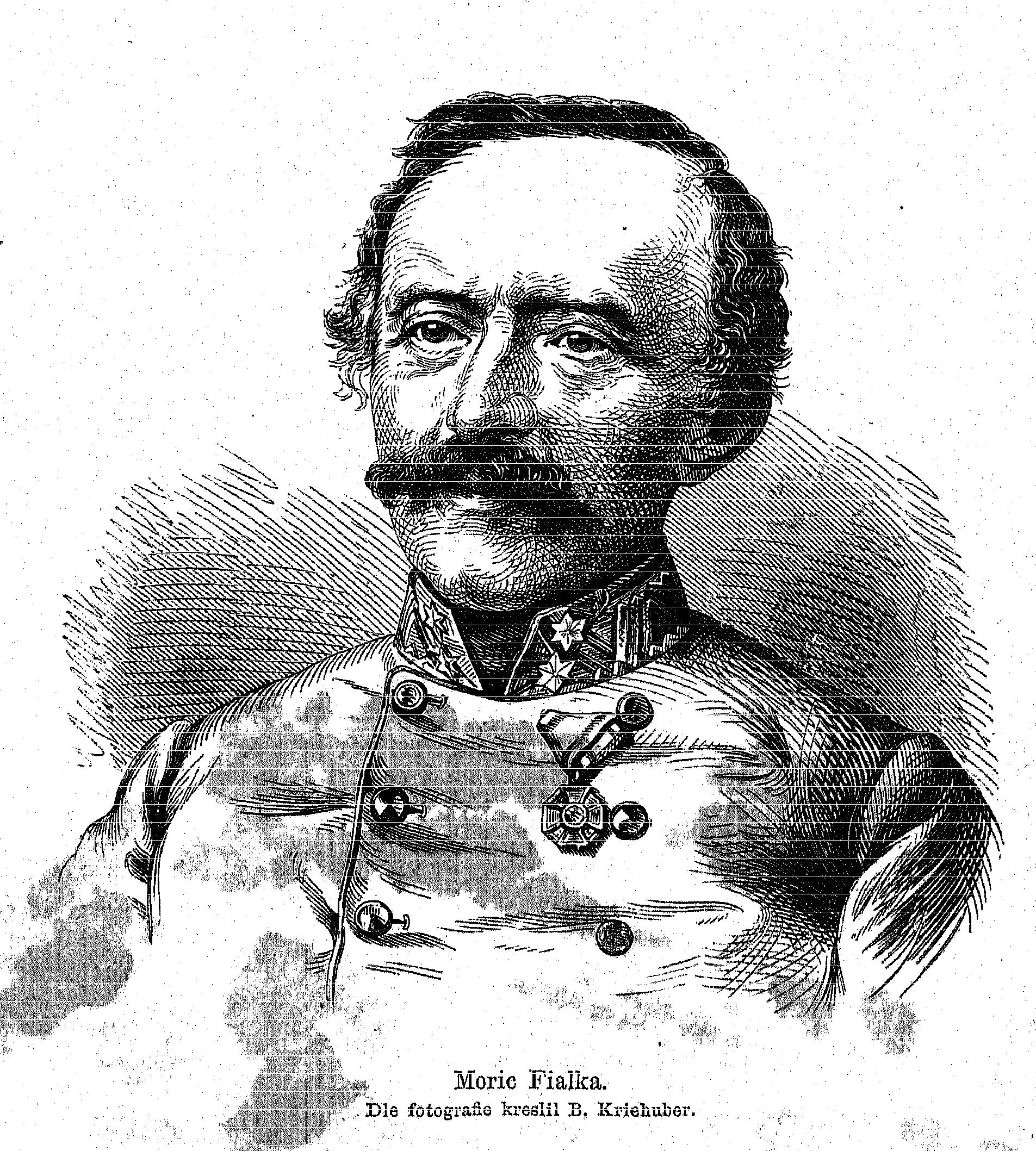
Nach Friedrich Kriehuber: Moric Fialka, in: Světozor, 1869

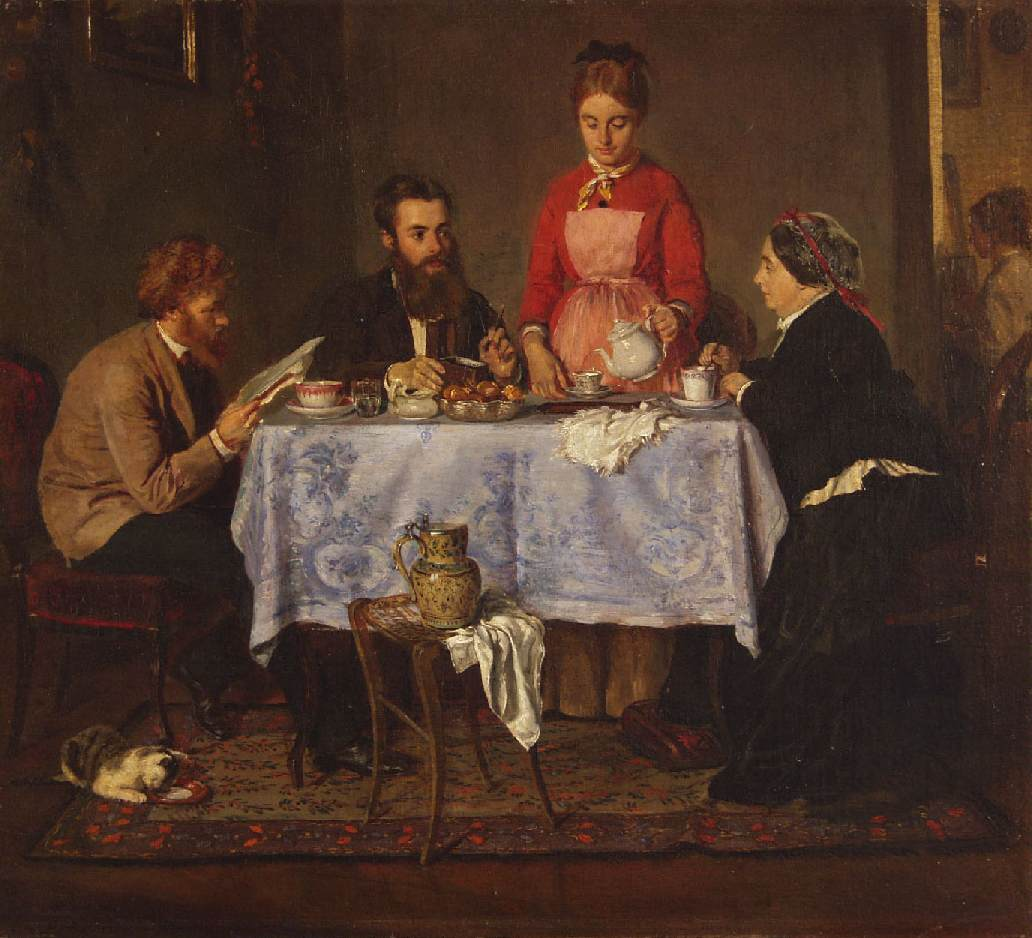
Fialkas Familie (1874)

Moric von Fialka, auch Moritz Fialka und Mořic Fialka, (* 30. Oktober 1809 in Písek, Böhmen; † 13. Juni 1869 in Krakau, Galizien) war ein tschechisch-österreichischer Soldat, Autor und Übersetzer.

## Leben
Moric Fialka wurde als Sohn eines Arztes geboren. Nach dem Schulbesuch in Prag wurde Fialka mit 15 Jahren Kadett und durchlief die Offizierslaufbahn bis zum Rang eines Obersts, dem in der kaiserlichen Armee für einen Mann bürgerlicher Herkunft höchsten erreichbaren Offiziersrang. Fialka wurde als Soldat und militärischer Führer vornehmlich im Inneren der Habsburger Monarchie bei der Niederschlagung sozialer und nationaler Bewegungen eingesetzt.
Von 1838 bis 1843 war er im Range eines Oberleutnants als Sprachlehrer an die Theresianische Militärakademie kommandiert, wo neben ihm auch Tomáš Burian lehrte. 1844 wurde er zum Hauptmann befördert. 
Fialka wurde während der Revolutionen 1848/49 vom Prager Stadtkommandanten Windisch-Graetz von seiner Garnison in Theresienstadt nach Prag beordert, wo er als Kompanieführer an der Niederschlagung des Prager Pfingstaufstandes beteiligt war. Er war danach ebenfalls beim Wiener Oktoberaufstand eingesetzt, ab Dezember 1848 in Ungarn und ab dem 20. April 1849 in Ofen bei der Niederschlagung des ungarischen Unabhängigkeitskrieges. Die Aktionen brachten ihm die Beförderung zum Major und in den nächsten Jahren den Einsatz in Prag.
1859 wurde er in den Adelsstand erhoben. Er ging als Oberstleutnant in das österreichische Trient, 1861 nach Mantua und 1862 nach Krakau, wo er bei der Niederschlagung des Polnischen Aufstands 1863 einem Kriegsgericht angehörte. 1864 wurde er zum Oberst befördert. Noch vor der Aufstellung der Gemeinsamen Armee Österreich-Ungarns wurde Fialka 1864 in den Ruhestand versetzt.
Fialka verfasste in seinem Beruf militärische Schriften. Daneben dichtete er und schrieb Geschichten, die er in Zeitschriften veröffentlichte. Er übersetzte verschiedene Autoren aus dem Englischen ins Tschechische, so erschien seine Übersetzung des Oliver Twist 1843 in Prag, der Christmas Carol 1846 ebenfalls in Prag, schon drei Jahre nach der englischen Erstauflage.
Fialka war mit Caroline Hanslick verheiratet. Die 1848 in Theresienstadt geborene Tochter Olga Fialka wurde Malerin und später Frau des Malers Károly Ferenczy.

## Schriften und Übersetzungen (Auswahl)
- Charles Dickens: Štědrý večer: vánoční povídka. Prag: Jar. Pospíšil, 1846
- Charles Dickens: Zwony: noworoční powídka o strašidlech. Prag: Jar. Pospíšil, 1847